# Led Zeppelin (албум)
Led Zeppelin е едноименният дебютен студиен албум на британската рок група „Лед Зепелин“, който излиза през 1969 г. Албумът се смята до днес за един от най-важните записи в историята на хардрока и образец за множество бъдещи групи. За пръв път дистерните китари са на преден план и служат за основа на структурата на песните, което слага началото на един непознат дотогава стил, интерпретиращ блуса и ранния рокендрол по един коренно различен начин. Повечето песни са написани от китариста Джими Пейдж с частичното съдействие на останалите музиканти. В някои от тях обаче се прокрадват мотиви от композиции на съществуващи по това време групи и изпълнители, за което Пейдж признава години по-късно, въпреки че на обложката не е изрично указано. Песента You Shook Me представлява свободна интерпретация по едноименната песен на блус изпълнителите Уили Диксън и Дж. Б. Леноар. Уили Диксън е и оригиналният изпълнител на песента I Can't Quit You Baby, също намерила място в албума.
Led Zeppelin отбелязва огромен комерсиален успех за времето си, най-вече в САЩ, където единствено албумите на „Бийтълс“ се продават по-добре.

## Предистория
През август 1968 г. английската рок група „Ярдбърдс“ окончателно се разпада. Китаристът Джими Пейдж, последният член на групата, получава правата върху името и няколко договорни задължения за концерти на Скандинавския полуостров. Пейдж решава да изпълни скандинавското турне с нова група, за съставянето на която се обръща към басиста Джон Пол Джоунс, вокалиста Робърт Плант и барабаниста Джон Бонъм. През септември 1968 г. изнася серия от концерти в Скандинавия под името „Ню Ярбърдс“. Турнето е основано на материал от репертоара на „Ярбърдс“, както и някои нови песни като Communication Breakdown, I Can't Quit You Baby, You Shook Me, Babe I'm Gonna Leave You и How Many More Times. Месец след завръщането в Англия, през октомври 1968 г., Пейдж променя името на групата на „Лед Зепелин“. Групата влиза в студио Олимпик в Лондон, за да запише дебютния си албум.

## Запис и продуциране
В интервю през 1990 г. Пейдж признава, че са били необходими само 36 часа студийно време, проточили се в рамките на няколко седмици, за записа на албума, включително за миксирането. Джими добавя, че е сигурен за часовете, тъй като пази фактурата от сметката, платена на студиото. Една от основните причини за краткия период на записа на албума е фактът, че репертоарът, избран да попадне в плочата, е добре познат и многократно изпълняван от групата по време на скандинавското турне през септември 1968. „Групата просто започна да развива аранжиментите от скандинавското турне и аз знаех точно какъв саунд търся, обяснява Пейдж. – Постигнахме целта си невероятно бързо.“
Тъй като групата още не е подписала окончателен договор с „Атлантик Рекърдс“, Пейдж и мениджърът Питър Грант плащат за сесиите от собствени средства и групата е принудена да пести студийното време.

## Песни
| Led Zeppelin | Led Zeppelin             | Led Zeppelin | Led Zeppelin | Led Zeppelin | Led Zeppelin | Led Zeppelin | Led Zeppelin | Led Zeppelin | Led Zeppelin |
| №            | Име                      | Време        |              |              |              |              |              |              |              |
| ------------ | ------------------------ | ------------ | ------------ | ------------ | ------------ | ------------ | ------------ | ------------ | ------------ |
| 1.           | Good Times Bad Times     | 2:46         |              |              |              |              |              |              |              |
| 2.           | Babe I'm Gonna Leave You | 6:42         |              |              |              |              |              |              |              |
| 3.           | You Shook Me             | 6:28         |              |              |              |              |              |              |              |
| 4.           | Dazed and Confused       | 6:28         |              |              |              |              |              |              |              |
| 5.           | Your Time Is Gonna Come  | 4:34         |              |              |              |              |              |              |              |
| 6.           | Black Mountain Side      | 2:12         |              |              |              |              |              |              |              |
| 7.           | Communication Breakdown  | 2:30         |              |              |              |              |              |              |              |
| 8.           | I Can't Quit You Baby    | 4:42         |              |              |              |              |              |              |              |
| 9.           | How Many More Times      | 8:27         |              |              |              |              |              |              |              |
| 44:26        |                          |              |              |              |              |              |              |              |              |

## Състав
- Робърт Плант – вокали, хармоника
- Джими Пейдж – китара
- Джон Пол Джоунс – бас китара, орган, кийборд
- Джон Бонъм – барабани, тимпан
- Варим Ясани – табла

## Персонал
- Джими Пейдж – продуцент
- Глин Джонс – записи
- Питър Грант – изпълнителен продуцент
- Джордж Марино – дигитален ремастеринг
- Крис Дреха – фотографии
- Джордж Харди – обложка